# Roosdaal
Roosdaal è un comune belga di 10 788 abitanti nelle Fiandre (Brabante Fiammingo).